# 海门区 (浙江省)
海门区，中国旧区名。
1950年由临海县析置，即今浙江省台州市椒江区。1956年撤销，并入黄岩县。1981年改设椒江市。1994年改设台州市椒江区。 